# 拉罗什莫雷
拉罗什莫雷（法語：La Roche-Morey，法語發音：[la ʁɔʃ mɔʁɛ]）是法国上索恩省的一个市镇，属于沃苏勒区。

## 地理
拉罗什莫雷（47°42'34"N, 5°44'28"E）面积29.39 平方千米，位于法国勃艮第-弗朗什-孔泰大區上索恩省，该省份为法国东部内陆省份，北起顺时针与孚日省、贝尔福地区省、杜省、汝拉省、科多尔省和上马恩省接壤。
与拉罗什莫雷接壤的市镇（或旧市镇、城区）包括：莫莱、布吉尼翁莱莫雷、科尔诺、弗勒雷莱拉翁库尔、弗朗库尔、拉维涅、沃孔库尔-内沃赞。

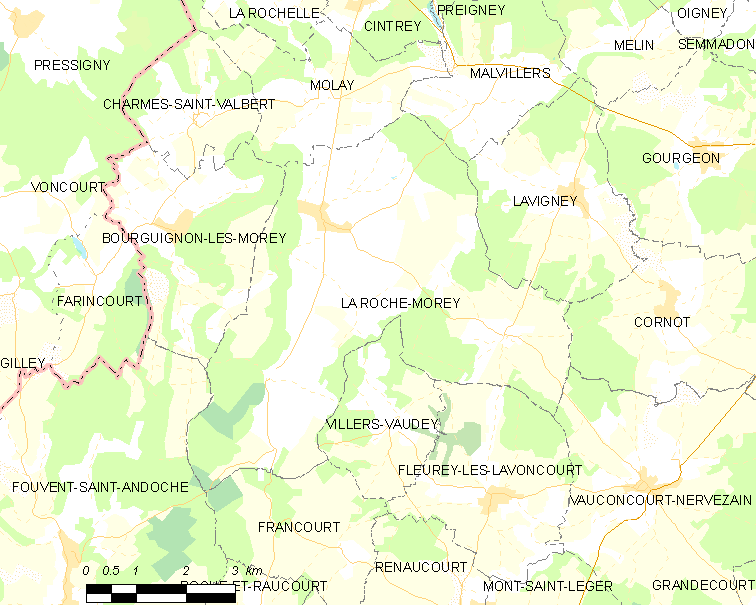
拉罗什莫雷的OSM定位图

拉罗什莫雷的时区为UTC+01:00、UTC+02:00（夏令时）。

## 行政
拉罗什莫雷的邮政编码为70120，INSEE市镇编码为70373。

## 政治
拉罗什莫雷所属的省级选区为瑞塞县。

## 人口

1962-2008年间拉罗什莫雷人口变化图示

拉罗什莫雷于2022年1月1日时的人口数量为297人。